# Lerma (Olaszország)
Lerma település Olaszországban, Piemont régióban, Alessandria megyében. Lakosainak száma 793 fő (2023. január 1.).